# Seckbacher Landstraße (metrostation)
Seckbacher Landstraße is een ondergronds station van de U-Bahn in Frankfurt am Main aan de U-Bahn-lijn U4 gelegen in het stadsdeel Bornheim.